# Willem Thijssen
Willem Thijssen (Països Baixos, 1947) és un Holandès productor de cinema i director.

## Biografia
Va debutar com a productor l'any 1973 amb el llargmetratge neerlandès-belga Camera sutra (of de bleekgezichten). Les primeres pel·lícules de la seva productora CinéTé Filmproducties van aparèixer a principis dels anys vuitanta. A més de llargmetratges, CinéTé també produeix documentals i curtmetratges d'animació. Pel curtmetratge d'animació Een Griekse tragedie, que Thijssen va produir juntament amb Linda Van Tulden i que va ser dirigit per Nicole Van Goethem, Thijssen i Van Tulden van rebre un Oscar al millor curtmetratge d'animació. Thijssen també és actiu com a director de cinema i ha realitzat diversos documentals i pel·lícules per a televisió des del seu debut com a director The Future of ’36 (1983).

## Filmografia
Com a productor
- 1973: Camera sutra (of de bleekgezichten)
- 1978: Gejaagd door de winst
- 1979: Murw
- 1979: Soleil des hyènes
- 1980: De meester en de Reus
- 1981: Sempre più difficile
- 1982: De plaats van de vreemdeling
- 1983: The Future of '36
- 1983: De laatste dagen van brood en wijn
- 1984: Jean-Gina B.
- 1984: De droomproducenten
- 1985: Een Griekse tragedie
- 1985: A Strange Love Affair
- 1986: Vol van gratie
- 1986: Paniekzaaiers
- 1986: Congo Express
- 1986: Exit-exil
- 1988: Jan Cox, a Painter's Odyssey
- 1990: Dilemma
- 1991: Elias of het gevecht met de nachtegalen
- 1992: Boys
- 1992: De domeinen Ditvoorst
- 1993: Op de fiets naar Hollywood
- 1994: Jaar 1: Alan Reeve na dertig jaar opsluiting
- 1995: Hoogste tijd
- 1995: Tabee toean
- 1996: Elixir d'Anvers
- 1997: What's in an Egg
- 1997: Mal, a Portrait of Mal Waldron
- 1997: Exit
- 1997: Gastons Krieg (Gaston’s War)
- 1999: Run of the Mill
- 1999: Missing Link
- 2000: 3 Misses
- 2000: Innocence – Erste Liebe, zweite Chance (Innocence)
- 2001: Father and Daughter
- 2001: De ontdekking van Almere
- 2004: Jaguar
- 2006: Met Nicole van Goethem
- 2006: The Aroma of Tea
- 2006: Practical Pistol Shooting (TV)
- 2010: Get Real!
- 2011: De engel van Doel
- 2011: The Monster of Nix

Com a director
- 1983: The Future of '36
- 1984: De droomproducenten
- 1993: Op de fiets naar Hollywood
- 2000: Badry's Alibi (TV)
- 2001: De ontdekking van Almere
- 2004: Jaguar
- 2006: Met Nicole van Goethem
- 2006: Practical Pistol Shooting (TV)

## Premis
- 1987: Oscar al millor curtmetratge d'animació, per Een Griekse tragedie
- 2001: BAFTA, millor curtmetratge d'animació, per Father and Daughter